# Dixie Dregs
Dixie Dregs je americká jazz rocková skupina, založena v roce 1970 kytaristou Steve Morsem, který od roku 1994 hraje i se skupinou Deep Purple. V roce 1992 do skupiny přišel Jerry Goodman ze skupiny Mahavishnu Orchestra. Dlouholetý klávesista T Lavitz zemřel 7. října 2010.

## Členové

### Současní
- Steve Morse - kytara (1970 - dosud)
- Rod Morgenstein - bicí (1973 - dosud)
- Jerry Goodman - viola (1992 - dosud)
- Dave LaRue - baskytara (1988 - dosud)

### Dřívější
- Gilbert Frayer - bicí (1972)
- Allen Sloan, M.D. - viola (1973 - 1981, 1992)
- Frank Josephs - klávesy (1974 - 1975)
- Steve Davidowski - klávesy (1975 - 1977)
- Mark Parrish - klávesy (1977 - 1978)
- Jordan Rudess - klávesy (1994, nahradil T. Lavitze)
- Mark O'Connor - viola (1981 - 1982)
- Andy West - baskytara (1970 - 1988, 2000)
- T Lavitz - klávesy (1978 - 2010) - zemřel

## Diskografie
- The Great Spectacular (1976)
- Free Fall (1977)
- What If (1978)
- Night of the Living Dregs (1979)
- Dregs of the Earth (1980)
- Unsung Heroes (1981)
- Industry Standard (1982)
- Off the Record (1988)
- Divided We Stand: The Best of the Dregs (kompilace, 1989)
- Bring 'Em Back Alive (1992)
- Full Circle (1994)
- King Biscuit Flower Hour Presents ( 1997)
- California Screamin'  (2000)
- 20th Century Masters: The Best Of The Dixie Dregs (2002)
- Sects, Dregs and Rock 'n' Roll (DVD 2002)
- From The Front Row... Live! (2003)